# Phthiracarus shiptoni
Phthiracarus shiptoni är en kvalsterart som först beskrevs av Sheals och John Muirhead Macfarlane 1966.  Phthiracarus shiptoni ingår i släktet Phthiracarus och familjen Phthiracaridae. Inga underarter finns listade i Catalogue of Life.